# 乞題類比
乞題類比（Question-Begging Analogy），即把不應視為理所當然的類比作為前提，此屬於乞題的一類。

## 示例
例1

資本主義跟納粹主義一樣邪惡。

如何得知資本主義跟納粹主義一樣？
例2

男人跟公狗一樣好色。

如何得知男人跟公狗一樣？
例3

女人跟母豬一樣愚蠢。

如何得知女人跟母豬一樣？

## 外部連結
- （英文）Logical Fallacy: Question-Begging Analogy（页面存档备份，存于）